# Lampadena notialis
Lampadena notialis är en fiskart som beskrevs av Nafpaktitis och Paxton, 1968. Lampadena notialis ingår i släktet Lampadena och familjen prickfiskar. Inga underarter finns listade i Catalogue of Life.